# 선인장쥐
선인장쥐(Peromyscus eremicus)는 비단털쥐과에 속하는 설치류의 일종이다. 북아메리카의 사막 지역에 서식한다. 몸무게가 18~40g의 작은 쥐이다. 암컷이 수컷보다 약간 무겁고, 몸길이와 귀 길이, 하악골 길이, 두개골 폭이 상당히 크다.

## 모습
선인장쥐는 비단털쥐과에 속하는 작은 설취동물이다. 눈과 귀가 크며, 주둥이는 튀어나와있고 꼬리는 길쭉하고 단색이다. 평균적으로 꼬리를 포함한 몸 전체 길이는 160mm에서 211mm, 몸통 부분 길이는 72mm에서 100mm, 꼬리 길이는 84mm에서 120mm, 뒷발은 18mm에서 22mm, 귀는 13.4mm에서 20.0mm이다. 두개골 최대 길이는 22.7mm에서 25.9mm이며 협골의 폭은 11.2mm에서 13.5mm이다. 성체의 몸무게는 18에서 40g 가량이다.
선인장쥐의 특징 중 하나로는 뒷발바닥에 털이 나지 않는다는 점이다. 또한 대부분 사슴쥐속 종들은 꼬리에 2개 색의 털이 나 있지만, 선인장쥐는 꼬리에 털이 거의 나지 않는다. 또한 꼬리 길이가 몸통 길이보다 더 길거나 거의 같다. 귀는 털의 거의 나지 않고, 크며 막 모양으로 이루어져 있다.
선인장쥐의 털은 길고 부드러우며, 털 색은 아종과 개체에 따라 다르다. 몸통 털은 주로 황토색에서 시나몬색을 띄며, 복부는 흰 털이 나고, 정수리 부분은 회색빛이다. 암컷이 수컷보다 더 털 색이 옅고, 어린 개체는 성체보다 더 회색빛을 띈다.

## 서식지
선인장쥐는 북아메리카 미국과 멕시코 본토와 바하칼리포르니아반도 주변 도서지역의 일대의 건조한 사막, 스텝, 건조한 산기슭 언덕에 서식한다. 더 북쪽에서는 낮은 평균 기온과 Prosopis juliflora라는 메스키트 식물이 살지 않아 서식지 팽창이 불가능하다.
선인장쥐는 캘리포니아쥐, 협곡쥐, 에바사막쥐, 메스키트쥐, 그리고 Western deer mouse 다른 다섯 종류 사슴쥐속 개체와 서식지가 겹친다.

## 먹이
선인장쥐의 주요 먹이는 씨앗, 메스키트 콩, 팽나무 견과, 곤충, 푸른 풀이다. 겨울철에는 주로 곤충, 봄철에는 주로 씨앗과 꽃, 여름철에는 씨앗과 풀잎, 곤충을 섭취한다. 가을철에는 여름 식단에서 겨울 식단으로 변화하는 모습을 보인다.

## 습성
선인장쥐는 대부분의 쥐상과 동물과 같이 박명박모성 성질을 보여주며 가끔씩 낮에 활동을 하기도 하지만, 대부분 야행성이다. 보름달이 떠있는 날에는 활동량이 줄어든다. 겁이 많고 흥분을 잘 하며 사람이 손으로 잡아도 거의 물지 않는다. 겁을 먹을 경우 날카로운 고음의 찍찍거리는 소리를 낸다. 실험실 연구에 따르면 선인장쥐의 평균적인 질주 속도는 21.1km/h이다.
선인장쥐는 다른 사슴쥐속 종들에 비해 신진대사가 낮다. 이는 건조한 기후에 적응하고 갑상샘 기능 저하로 유지되는 것으로 보인다. 겨울철 먹이가 떨어지거나 여름철 먹이나 물을 찾을 수 없으면 토포 상태에 돌입한다. 15 °C 밑에서는 토포 상태에 더 천천히 돌입하며, 이는 선인장쥐가 주로 따뜻한 기후에 사는 원인 중 하나일 수 있다. 실험실 연구에 따르면 토포 상태 돌입이 약 30분간 먹이 결핍이 일어날 때 부터 시작되었다.
선인장쥐는 주요한 종자초식동물중 하나며 그 자체로 다른 포식동물들의 주요한 먹이다.

## 번식
선인장쥐의 번식 습성은 지금까지 제대로 연구되지 않았다. 하지만 다른 사슴쥐속 종들의 연구 결과로 예상한 바, 난잡할 것으로 추정된다. 1년 내내 번식이 가능하나 주로 따뜻한 기간에 더 많이 번식한다. 다른 쥐상과 종들과 다르게 선인장쥐는 수컷의 성기가 단순하게 생겼으며, 암컷은 젖꼭지가 3개가 아닌 2개이다. 암컷의 젖꼭지 수 차이는 건조한 기후에서 키울 수 있는 새끼의 수와 상관관계가 있는 것으로 보인다. 암컷은 생후 2개월이 되면 짝짓기가 가능하지만, 수컷은 불분명하다.

## 인간과 관계

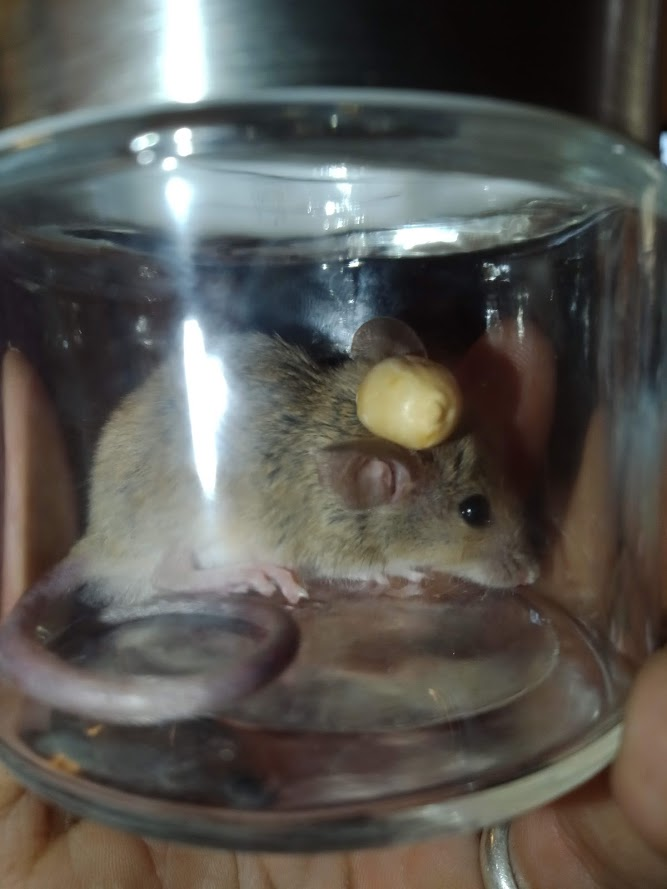
앨버커키 가정집에서 잡혀 머리에 땅콩을 인 채로 유리병에 갇혀 있는 수컷 선인장쥐

선인장쥐가 인간의 활동에 끼치는 악영향은 밝혀지지 않았다. 사우스캐롤라이나주에서 잡힌 선인장쥐가 한타바이러스 양성 결과를 보이기는 했지만, 이는 국지적이고 우연한 것으로 보이며 흔한 숙주는 아니다.